# Kakanj
Kakanj je općina i naselje u Bosni i Hercegovini, u Federaciji BiH u Zeničko-dobojskoj županiji.

## Zemljopis
Kakanj se nalazi sjeverno od Visokog, a jugoistočno od Zenice. Smješten je između brda na obje obale rijeke Zgošće.
Upravno pripada Federacije Bosne i Hercegovine i Zeničko-dobojskoj županiji.

## Povijest

### Rana povijest i srednji vijek
Arheološki nalazi svjedoče o životu u pretpovijesno doba. Ostatci keramike i kamenih spomenika upućuju na sličnost kakanjske i danilske kulture.
Kakanj se kao naziv naseljenog mjesta spominje prvi put u povelji kralja Stjepana Dabiše, vojvodi Hrvoju Vukčiću Hrvatiniću, izdanoj u Sutisci 15. travnja 1392. godine. Za iskazano viteštvo u boju protiv Turaka, on daruje vojvodi Hrvoju Vukčiću Hrvatiniću dva sela.
Stara povijesna jezgra grada Kaknja nalazi se u naselju koje danas nosi ime Donji Kakanj. Donji Kakanj je još u tursko doba bio sjedište suda i trgovišta. Područje Kaknja bilo je u Bosanskom sandžaku.
Kada je Eugen Savojski prodro u Bosnu sve do Sarajeva, kod Kaknja je naišao na otpor 1697. godine.

### Austro-Ugarska, Jugoslavija, NDH
Za vrijeme austro-ugarske vladavine područje se nalazilo u kotaru Visoko u Sarajevskom okrugu. Studenoga 1899. godine „Društvo za ugljenu industriju” u Kaknju ustvrdilo je postojanje velikih količina mrkog ugljena. Rudnik Kakanj (Ugljenik Kakanj) je osnovan 1900. godine. Godine 1902. su Austrijanci na tadašnjem području Zgošće razvili rudarstvo i sagradili stanove za rudare. Prvi naseljenici su bili uglavnom Hrvati doseljeni uglavnom iz Dervente, Fojnice, Kreševa, Vareša, Vojvodine. Doseljavanje muslimana bilo je manje. Razlog je bila nada kod muslimana da će se turska vlast vratiti te su očekivali da će biti begovi.
U sljedećih stotinu godina, Kakanj se intenzivno razvijao bez urbanog planiranja, u početku, samo oko rudnika, a kasnije i na obalama rijeka Zgošće i Bosne što je dovelo do pomicanja gradskog središta. Osim Donjeg Kaknja dugu povijest imaju naselja Kraljeva Sutjeska, Zgošća i Doboj.
Godine 1920. godine osnovana je današnja kakanjska župa, pod imenom Zgošća. Nastala je odvajanjem od župe Kraljeve Sutjeske. Stara župna crkva bila je baraka koja je služila sve do 1926. godine. Tad je podignuta nova crkva posvećena sv. apostolima Petru i Pavlu, koja je bila u službi sve do 1965. godine.
U Kraljevini SHS Kakanj je od 1929. u sastavu Drinske banovine. Nakon osnivanja Banovine Hrvatske, ostaje izvan nje. Kakanj je bio dijelom visočkog sreza.
Dana 21. travnja 1934. dogodila se nesrerća u rudniku uglja u oknu „Stara jama” kada je u eksploziji poginulo 125 rudara koji su radili na trećoj (najnižoj) etaži.
U Drugome svjetskom ratu Kakanj je bio u sastavu NDH. Pripadao je velikoj župi Lašva-Glaž i kotaru Visokom. Kakanj je pripadao općini Zgošće, čije je sjedište bio Kakanj-Majdan. Preustrojem 1944. pripojen je cijeli kotar Visoko i s njime Kakanj velikoj župi Vrhbosni.

### Socijalistička Federativna Republika Jugoslavija
Ministarstvo industrije FNRJ je u visočkom srezu među prve projekte uvrstilo je proširenje rudnika, izgradnju separacije u Kaknju i izgradnju termoelektrane u Čatićima. Projekti se izvode od 1947. godine. TE Kakanj u Čatićima je s radom započela 1. srpnja 1956. godine. Dimnjak za termoelektranu dovršen je 1987. godine. Nakon 1960-ih započinje veće doseljavanje Muslimana te se počinje mijenjati nacionalni sastav mjesta. Godine 1963. u Vukanovićima je osnovana župa odvajanjem od župe Kraljeve Sutjeske. Gradnja kakanjske župne crkve bila je od 1965. do 1971., a zvonika od 1970. do 1972. godine.
Godine 1977. i 1978. bili su istraživački i pripremni radovi za eksploatiranje zaliha ugljena kod Karaule koji su ustvrdili velike zalihe. Dana 10. rujna 1979. krenula je eksploatacija ugljena s Površinskog kopa „Karaula 1“. Godine 1978. osnovana je župa Haljinići. Tada su postojale četiri kakanjske župe: Vukanovići, Haljinići, Kraljeva Sutjeska i Kakanj s preko 16.000 vjernika.

### Domovinski rat
Nakon odlazak Srba iz grada, zbilo se veliko zahladnjenje odnosa muslimana prema Hrvatima. Za mjesne Srbe brinuo se mjesni katolički župnik koji je za njih odredio jedan dan u Caritasu. Radovan Karadžić se preko SRNE zahvalio svećeniku u Kaknju koji „pomaže Srbe”.
Napad Armije BiH na hrvatske snage brigade HVO „Kotromanić” započeo je 8. lipnja 1993. godine. Dana 13. lipnja 1993. nastavljen je napad na Hrvate kakanjsko-sutješkog područja. Napad je bio od Zenice do Visokog.
Paravojne i redovite postrojbe Armije BiH ubile su u Drenoviku 16 Hrvata, u Slapnici 9, u Kraljevoj Sutjesci 4, u Bištranima 4, u Kovačima-Bradarićima 10, u Grmačama 3. Nitko nije odgovarao niti bio procesuiran za te zločine nad Hrvatima.
Postrojbe Armije BiH srušili su i devastirali brojne katoličke vjerske objekte u četirima župama kakanjske općine. Opljačkane su i uništene i crkve u Banjevcu, Bjelavićima, Brnju, Crnaču, Grmačama, Jukama, Mandovini, Opama, Pavlovićima, Poljanima, Seocu, Vardi, Zgošči i Žitelju. U Haljinićima su opljačkali i devastirali župno središte Velike Gospe. U Vukanovićima su crkvu oštetili te polomili kipove i križeve.
Za vrijeme rata djelovala su tri zatvora/logora za Hrvate. Oko 15.000 kakanjskih Hrvata izbjeglo je najprije u Vareš, a zatim dalje po svijetu. Opljačkano je ili uništeno oko 80 % zgrada u vlasništvu Hrvata. Masovno se useljavalo u domove protjeranih Hrvata i Srba.

### Bosna i Hercegovina
Blizu župnog ureda rujna 1996. ubijena je časna sestra Danka Jurčević. Osim toga nakon rata ubijeno je još dvoje Hrvata. Nakon rata u župi Kakanj ostalo je u četiri kakanjske župe, Vukanovići, Haljinići, Kraljeva Sutjeska i Kakanj, oko 3000 Hrvata uglavnom starije životne dobi. Godine 2001. bilo je oko 2300 župljana, a manje od 900 2017. godine.
Dana 29. srpnja 1998. minirana je kakanjska župna crkva sv. Petra i Pavla oko 1 sat poslije ponoći. Eksplozija je uništila sva stakla u crkvi, teško je oštećen i jedan od nosača crkve pod koji je najvjerojatnije eksploziv bio i postavljen. Dana 17. veljače 1997. minirana je filijana crkva u Gornjem Banjevcu.
Dana 10. rujna 1996. godine u pokusni je rad pušten EKG bager za eksploataciju čvrste jalove mase i ugljena na Površinskom kopu „Vrtlište”.

## Stanovništvo

### Popisi 1971. – 1991.
| Stanovništvo općine Kakanj |                  |                  |                  |
| popisna godina             | 1991.            | 1981.            | 1971.            |
| Muslimani                  | 30.528 (54,56 %) | 27.393 (52,55 %) | 25.142 (52,84 %) |
| Hrvati                     | 16.556 (29,59 %) | 16.016 (30,72 %) | 15.479 (32,53 %) |
| Srbi                       | 4929 (8,80 %)    | 5182 (9,94 %)    | 6233 (13,10 %)   |
| Jugoslaveni                | 2554 (4,56 %)    | 2298 (4,40 %)    | 301 (0,63 %)     |
| ostali i nepoznato         | 1383 (2,47 %)    | 1238 (2,37 %)    | 425 (0,89 %)     |
| ukupno                     | 55.950           | 52.127           | 47.580           |

#### Kakanj (naseljeno mjesto), nacionalni sastav
| Kakanj             |                |                |                |
| popisna godina     | 1991.          | 1981.          | 1971.          |
| Muslimani          | 4977 (41,44 %) | 3224 (38,56 %) | 2053 (36,36 %) |
| Hrvati             | 2387 (19,87 %) | 1984 (23,73 %) | 2109 (37,35 %) |
| Srbi               | 2053 (17,09 %) | 1337 (15,99 %) | 1026 (18,17 %) |
| Jugoslaveni        | 1841 (15,33 %) | 1266 (15,14 %) | 230 (4,07 %)   |
| ostali i nepoznato | 750 (6,24 %)   | 549 (6,56 %)   | 228 (4,03 %)   |
| ukupno             | 12.008         | 8360           | 5646           |

### Popis 2013.
| Stanovništvo općine Kakanj |                  |
| godina popisa              | 2013.            |
| Bošnjaci                   | 32.341 (86,38 %) |
| Hrvati                     | 2973 (7,94 %)    |
| Srbi                       | 281 (0,75 %)     |
| ostali i nepoznato         | 1846 (4,93 %)    |
| ukupno                     | 37.441           |

| Kakanj – naseljeno mjesto |                |
| godina popisa             | 2013.          |
| Bošnjaci                  | 9408 (79,76 %) |
| Hrvati                    | 959 (8,13 %)   |
| Srbi                      | 205 (1,74 %)   |
| ostali i nepoznato        | 1224 (10,38 %) |
| ukupno                    | 11.796         |

## Naseljena mjesta
Općinu Kakanj sačinjavaju sljedeća naseljena mjesta:
Alagići, 
Bastašići, 
Bašići, 
Bičer, 
Bijele Vode, 
Bijelo Polje, Bilješevo, 
Bistrik-Crkvenjak, 
Bištrani, 
Bjelavići, 
Bosna, 
Brežani, 
Brnj, 
Brnjic, 
Bukovlje, 
Crnač, 
Čatići, 
Danci, 
Desetnik, 
Doboj, 
Donja Papratnica, 
Donji Banjevac, 
Donji Kakanj, 
Donji Lučani, 
Dračići, 
Drijen, 
Dubovo Brdo, 
Dumanac, 
Gora, 
Gornja Papratnica, 
Gornji Banjevac, 
Gornji Lučani, 
Govedovići, 
Gradac, 
Groce, 
Halinovići, 
Haljinići, 
Hausovići, 
Hodžići, 
Hrasno, 
Hrastovac, 
Ivnica, 
Javor, 
Jehovina, 
Jerevice, 
Jezero, 
Kakanj, 
Karaula, 
Karaulsko Polje, 
Klanac, 
Kondžilo, 
Koprivnica, 
Kraljeva Sutjeska, 
Krševac, 
Kučići, 
Kujavče, 
Lipnica, 
Lučići, 
Lukovo Brdo, 
Marijina Voda, 
Miljačići, 
Mioči, 
Modrinje, 
Mramor, 
Nažbilj, 
Obre, 
Papratno, 
Pavlovići, 
Pedići, 
Podbjelavići, 
Podborje, 
Poljani, 
Poljice, 
Pope, 
Popržena Gora, 
Ratanj, 
Ribnica, 
Ričica, 
Rojin Potok, 
Saranovići, 
Sebinje, 
Semetiš, 
Seoce, 
Slagoščići, 
Slapnica, 
Slivanj, 
Slivnice, 
Sopotnica, 
Starposle, 
Subotinje, 
Termoelektrana, 
Teševo, 
Tičići, 
Tršće, 
Turalići, 
Turbići, 
Varalići, 
Veliki Trnovci, 
Viduša, 
Vrtlište, 
Vukanovići, 
Zagrađe, 
Zgošća, 
Zlokuće, 
Željeznička Stanica Kakanj
i Živalji.
Na popisima 1971. i 1981. godine, postojala su i naseljena mjesta: Gora Janjićka, Osredak, Pezeri, Plandište i Zajezda. Ova naselja su na popisu 1991. godine ukinuta i pripojena drugim naseljenim mjestima.

## Gospodarstvo
Kakanj je jedan od najznačajnijih bosansko-hercegovačkih industrijskih gradova.
U Kaknju se nalazi termoelektrana (jedna od četiri u BiH), tvornica cementa (jedna od dvije u BiH) te rudnik mrkog ugljena.

## Poznate osobe

### Športaši
- Mladen Bartulović, nogometaš
- Marijan Bloudek, nogometaš i trener
- Emir Hadžić, nogometaš
- Kenan Hasagić, nogometni vratar
- Ramiz Husić, nogometaš
- Josip Iličić, nogometaš
- Zaim Kobilica, rukometaš
- Dejan Lovren, nogometaš
- Amel Tuka, atletičar
- Zlatko Petričević, nogometni trener
- Ševal Zahirović, nogometaš
- Ivo Vazgeč, nogometaš
- Nijaz Merdanović, nogometaš
- Darko Nestorović, nogometni trener

### Političari
- Niko Lozančić, političar
- Kemal Čelebić, političar

### Vjerski službenici
- Danka Jurčević, katolička mučenica
- Bono Benić, katolički svećenik
- Franjo Baličević, biskup

### Glumci
- Mirza Mušija, glumac
- Nermin Omić, glumac
- Zijad Gračić, glumac

### Ostalo
- Amar Jašarspahić, pjevač
- Anton Kikaš, poduzetnik iz Kanade[23]
- Ivica Šarić, operni prvak
- Rudi Čajavec, partizanski pilot
- Mijo Čokara, pisac za djecu, publicist i novinar
- Slavko Dujmović, književnik
- Raif Čehajić, novinar
- Faiza Haračić-Helja, književnica
- Tomo Hrgota, akademski slikar

## Spomenici i znamenitosti
Na popisu nacionalnih spomenika Bosne i Hercegovine za općinu Kakanj nalaze se sljedeći spomenici:
- Džamija u Kraljevoj Sutjesci,
- Franjevački samostan i crkva sv. Ivana Krstitelja u Kraljevoj Sutjesci,
- Glavica u Bilješevu,
- Kula hadži Muhamed-bega, zgrada poznata i kao „Turski sud” u Ribnici,
- Kuća Ive Duspera, Kraljeva Sutjeska,
- Prarpovijesno neolitsko naselje Obre II na lokalitetu Gornje polje u naselju Obre,
- Vladarski dvor iz 14. i 15. stoljeća u Kraljevoj Sutjesci,
- Zbirka od 22 inkunabule (pokretno dobro u vlasništvu Franjevačkog samostana u Kraljevoj Sutjesci).

U Kaknju se nalazi i Samostan Majke Franciske Lechner Družbe Kćeri Božje Ljubavi te katolička crkva sv. Petra i Pavla.

## Kultura
- Hrvatska folklorna skupina „Bobovac” Čatići[25]
- KUD „Fadil Dogdibegović – Dikan”[25]
- Ansambl narodnih igara i pjesama „Kakanj”[25]
- Orkestar rudarske glazbe[25]

U Njemačkoj djeluje Hrvatsko zavičajno društvo Kakanj – Kraljeva Sutjeska te KUD „Kraljica Katarina” u Gelsenkirchenu.

## Šport
- FK „Rudar“ Kakanj
- FK „Mladost“ Doboj Kakanj
- Odbojkaški Klub „Kakanj 78“
- Odbojkaški klub „Arabi“
- Ženski odbojkaški klub „Kakanj“
- Kuglaški klub „Rudar“
- Rukometni klub „Kakanj“
- Košarkaški klub „Kakanj“
- Šahovski klub „MGM FARM“ Kakanj
- Karate klub „Sakib Bitić“Kakanj
- Taekwondo klub „Nur“
- Taekwondo klub „Tim Čelik“
- Taekwondo klub „Rudar“
- Judo Klub „Kakanj“
- Teniski klub „TTT game“
- Udruga biciklista „Pozitivno-Pozitiva“
- Odbojkaški klub „Naša škola sporta“

### Knjige
- Mlivončić, Ivica. 2001. Zločin s pečatom: genocid i ratni zločini bošnjačko-muslimanskih snaga nad Hrvatima BiH 1992.-1994. godine. vlastita naklada. Mostar.
- Nacionalni sastav stanovništva - Rezultati za republiku po opštinama i naseljenim mjestima 1991. Sarajevo. 1993
- Stanovništvo prema etničkoj/nacionalnoj pripadnosti i spolu, po naseljenim mjestima. Sarajevo. 2013

### Članci
- Bućin, Rajka. 2001. Prilog poznavanju institucija: zakonski okvir rada velikih župa NDH. Arhivski vjesnik. Hrvatski državni arhiv. Zagreb.  (44): 209–225
- Pilić, Stipo; Matković, Blanka. 2011. Borbe za Travnik u listopadu 1944. Bosna Franciscana. Franjevačka bogoslovija. Sarajevo.  (35): 133–172

### Novinski članci
- Milović, Tvrtko. 2021. Petar Jukić - Kako su uništili hrvatski narod u Kaknju. dnevnik.ba. Mostar. Pristupljeno 26. prosinca 2024.
- Aždajić, Marko. 2024. Izgubljeno poglavlje tragedije kakanjskih Hrvata. nedjelja.ba. Sarajevo. Pristupljeno 26. prosinca 2024.
- Popović, Ana. 2017. U samo jednom danu s područja općine Kakanj protjerano 10 tisuća Hrvata. vecernji.ba. Mostar. Pristupljeno 26. prosinca 2024.

### Mrežna sjedišta
- Decembarske godišnjice: 10. decembar – jedan od najznačajnijih datuma iz historije RMU Kakanj (bošnjački). kakanj.com.ba. Pristupljeno 26. prosinca 2024.
- Kakanj. Hrvatska enciklopedija LZMK. Pristupljeno 26. prosinca 2024.
- Katoličanstvo na području općine Kakanj : Vjerski objekti i njihovo nastajanje (bošnjački). kakanjinfo.com. Pristupljeno 26. prosinca 2024.
- Vremeplov: Novembra 1899. godine u Kaknju utvrđeno postojanje velikih količina mrkog uglja (bošnjački). kakanj.com.ba. Pristupljeno 26. prosinca 2024.
- Sjećanje na 1. juli 1956. godine, dan kada su proizvedeni prvi kilovati električne energije u TE Kakanj (bošnjački). visoko.ba. Pristupljeno 26. prosinca 2024.
- Minirana župna crkva u Kaknju. ika.hkm.hr. Pristupljeno 26. prosinca 2024.
- Kikaš, Anton. dhkhb.org. Pristupljeno 26. prosinca 2024.
- Kakanjski dani 2016. Održana smotra kulturno-umjetnićkih društava (bošnjački). ksckakanj.ba. Pristupljeno 31. prosinca 2024.
- Više od tisuću posjetitelja na Sutješko-kakanjskoj večeri u Bottropu. vecernji.ba. Pristupljeno 31. prosinca 2024.
- 21. april 1934. godine – Velika rudarska nesreća u Kaknju (bošnjački). kakanj.gov.ba. Pristupljeno 1. siječnja 2025.
- Biografija (bošnjački). kakanj.gov.ba. Pristupljeno 1. siječnja 2025.
- Naše zajednice. Kćeri Božje ljubavi. Pristupljeno 3. siječnja 2025.

## Vanjske poveznice
Ostali projekti
|  | Zajednički poslužitelj ima još gradiva o temi Kakanj |
|  | Wikicitati imaju zbirke citata o temi Kakanj         |

Mrežna sjedišta
- Službena stranica općine Kakanj